# Huguette Oligny
Pour les articles homonymes, voir Oligny.
Huguette Oligny, née Marie Edwige Huguette Oligny le 31 janvier 1922 dans la paroisse St-Édouard du quartier de la Petite-Patrie à Montréal, morte dans cette même ville le 9 mai 2013 à l'âge de 91 ans, est une actrice québécoise.

## Biographie
Son père, Léo Oligny, presseur de son métier, est soldat du 22e régiment, campé en France lors de la Première Guerre mondiale, il y rencontre une Champenoise, Odette Bernot, avec laquelle il se marie à Troyes en 1918. Le couple a trois filles, dont la seconde est Huguette, née à Montréal peu de temps après que la famille s'y soit installée. Le couple se sépare en 1931.
D'un premier mariage en 1953 avec Marcel Alexandre, Huguette Oligny a une fille et un fils, Anne et Jean, qu'elle est empêchée de voir durant neuf ans, suivant son divorce au début des années 1960. Elle est ensuite la conjointe de Gratien Gélinas, alors veuf, qui l'épouse en secondes noces en 1973. Elle est aussi la muse du pianiste et compositeur québécois André Mathieu, qui l'aime d'un amour passionné jusqu'à sa mort.

## Carrière
En 1939 Huguette fait ses débuts au théâtre. Au cours de sa carrière, elle interprète différents personnages dans des pièces classiques de Molière, Dumas fils et Racine, entre autres. Elle joue également dans des pièces de théâtre québécoises comme « Le temps des lilas » de Marcel Dubé, « Tit-Coq » et « Hier les enfants dansaient » de Gratien Gélinas, « Albertine en cinq temps » de Michel Tremblay. Elle joue en français mais aussi en anglais et se produit également à l'international, en particulier aux États-Unis, en France et en Belgique.
Elle poursuit par ailleurs une carrière au cinéma et à la télévision.

## Hommages
Dans sa pièce Encore une fois, si vous permettez, Michel Tremblay rend hommage à Huguette Oligny à travers un monologue de trois pages du personnage de la mère.
En 2013, Pascal Gélinas, réalise un documentaire sur Huguette Oligny, seconde épouse de son père.

## Filmographie

### Cinéma
- 1950 : Les Lumières de ma ville : Hélène Clément
- 1955 : L'Avocat de la défense
- 1963 : Amanita Pestilens : Louise Martin
- 1973 : Kamouraska : La mère d'Élisabeth
- 1975 : Pousse mais pousse égal : Mme Gagnon
- 1977 : Le soleil se lève en retard : Marie Lapointe
- 1998 : Pendant ce temps... : Belle Dame
- 2003 : Nuts
- 2004 : Premier juillet, le film : Mme Biron
- 2005 : Aurore : Vieille dame
- 2007 : La Capture : Lucille
- 2013 : Huguette Oligny, le goût de vivre de Pascal Gélinas[7].

### Télévision
- 1953 : La Famille Plouffe
- 1966-1977 : Rue des Pignons : Angéla Jarry
- 1972 : La Demoiselle d'Avignon : Kiki
- 1977 : Duplessis : Sœur Saint-Rémy
- 1978 : Le Clan Beaulieu : Laura Beaulieu
- 1982 : Métro-boulot-dodo : Irène Chevalier
- 1986 : L'Or du temps : Tante Hélène
- 1987 : Bonjour docteur : Mme Caron
- 1988 : Belle Rive : Martine Giraud
- 1990 : Cormoran : Tante Aline-Marie (1992-1993)
- 1993 : Maria des Eaux-Vives
- 1997 : Sous le signe du lion : Marie-Rose Julien
- 1997 : Le Masque : Mme Aubry
- 1998 : Réseaux : Maman Rancourt
- 2003 : Le Cœur découvert : Marie
- 2005 : Louise

## Distinctions

### Récompenses
- 1998 - Prix Gémeau, Meilleure interprétation féminine dans un rôle de soutien : téléroman, comédie de situation ou humour

### Nominations
- 1984 :  Officier de l'Ordre du Canada[11]
- 1996 :  Compagnon de l'Ordre du Canada[11]
- 1999 : Officier de l'Ordre national du Québec[12]